# Кумас, Луис
Льюис Теренс Кумас (англ. Lewis Terence Koumas; родился 19 сентября 2005, Честер) — валлийский футболист, нападающий клуба «Ливерпуль» и национальной сборной Уэльса. В сезоне 2024/25 выступает на правах аренды за «Сток Сити».

## Клубная карьера
Футбольную карьеру начал в академии клуба «Транмир Роверс». В ноябре 2016 года присоединился к футбольной академии «Ливерпуля». В январе 2023 года подписал свой первый профессиональный контракт с «Ливерпулем». 28 февраля 2024 года дебютировал в основном составе «Ливерпуля» в матче пятого раунда Кубка Англии против «Саутгемптона», забив в этой игре гол.
В августе 2024 года подписал новый долгосрочный контракт с «Ливерпулем», после чего отправился в сезонную аренду в клуб Чемпионшипа «Сток Сити». 24 августа 2024 года дебютировал за «Сток Сити» в матче против «Вест Бромвич Альбион».

## Карьера в сборной
Выступал за сборные Уэльса до 18, до 19 лет и до 21 года.
29 мая 2024 года получил свой первый вызов в главную сборную Уэльса. Дебютировал за неё 6 июня 2024 года в матче против сборной Гибралтара.

## Личная жизнь
Луис — сын экс-игрока сборной Уэльса Джейсона Кумаса.